# Bob Forrest
Bob Forrest (właśc. Robert O’Neil Forrest; ur. 15 lutego 1961 w Los Angeles) – amerykański muzyk, wokalista, autor tekstów, lider zespołu Thelonious Monster. Ponadto artysta solowy, wydał kilka solowych projektów. Przez kilka lat uzależniony od narkotyków, obecnie opiekun uzależnionych w szpitalu Las Encinas Hospital.

## Dyskografia z zespołem Thelonious Monster

### Albumy studyjne
- Baby...You're Bummin' My Life out in a Supreme Fashion (1986) - Epitaph Records
- Next Saturday Afternoon (1987) - Relativity Records
- Stormy Weather (1989) - Relativity Records
- Beautiful Mess (1992) - Capitol Records
- California Clam Chowder (2004) - Lakeshore Records

### Single
- Walk On Water (1987)
- Blood Is Thicker Than Water (1992)
- Sammy Hagar Weekend